# RFM
Pour les articles homonymes, voir RFM.
RFM (sigle de Radio FM) est une station de radio privée française musicale de catégories C et D, formant un réseau de radiodiffusion national constitué d'antennes locales, lesquelles disposent d'un décrochage quotidien, entre 12 h et 16 h, pour proposer une progammation plus locale. Le réseau RFM est contrôlé par le groupe Bolloré.

## Présentation
Créée en 1981 à la frange de la légalité à l'époque de l'émergence des « radios libres » de la bande FM en France, la station est l'une des rares à avoir fait l'objet de brouillages durant des mois par l'opérateur public TéléDiffusion de France sur décision des pouvoirs publics. RFM est une radio dite "adulte" ciblant la tranche 30-59 ans.[réf. souhaitée] Sa programmation musicale est basée sur des hits pop rock, des nouveautés françaises et internationales et des Golds des années 1980 et 90 à aujourd'hui.
RFM est l’une des trois radios appartenant au groupe Lagardère via la branche Lagardère Radio.

## Histoire de la radio

### Années 1980: les années des «pionniers»
Le 6 juin 1981, la station locale privée mais non autorisée RFM propose une programmation musicale en stéréophonie comprenant du rock, de la variété internationale et de la « jeune chanson française ». Coluche est engagé à rejoindre l'antenne où il déclare alors : « ceux qui n'écoutent pas RFM sont des cons ! ».
La station est créée par Patrick Meyer, précédemment directeur des programmes démissionnaire de Radio 7, une radio locale parisienne à destination des jeunes de moins de trente ans faisant partie de Radio France pour concurrencer les « radios libres » et par Jean-Louis Croquet, dirigeant d'une société de marketing. Dès son lancement, RFM tente de commercialiser des espaces publicitaires, malgré l'absence de législation et le début de la contre-offensive opérée par les grandes stations historiques (RTL, Europe 1, RMC, France Bleu, et Sud Radio, puis Radio France) contre les stations FM locales dites « libres » ou « pirates » déjà considérées comme des concurrentes potentielles.
Son premier slogan est « RFM, la radio couleur », avec un logo représentant les trois lettres sous forme de néon vert, jaune et rose. Celui-ci est créé par l'agence DMM France dirigée par Jean-François Minne. Le sigle RFM veut simplement dire « Radio FM », ses créateurs voulant un nom « acronyme » sur le modèle des stations américaines.
Les premiers studios de RFM sont installés dans le centre commercial de Vélizy 2 (Yvelines). L’antenne est placée sur le toit du magasin. Ce site est choisi pour sa situation favorable, en hauteur, qui permet de couvrir toute la région parisienne. Les animateurs sont au début bénévoles et parfois débutants, mais d'autres sont des professionnels. Sont réunis alors des DJ qui ont participé à l'histoire de la radio libre en France[réf. souhaitée]. La population initialisée reste limitée, RFM n'acquiert une forte notoriété et ne rencontre un large public, qu'en soirée et en Île-de-France[réf. souhaitée].
Si la loi du 29 juillet 1982 sur la communication audiovisuelle libère bien les ondes, elle interdit aux radios dites « libres » de faire appel à la publicité pour se financer. RFM utilise également un émetteur dont la puissance va bien au-delà des normes tolérées. Les dirigeants d'alors préfèrent le bras de fer à la négociation et la station, devenue hors-la-loi, est brouillée à la demande de l'instance de régulation, la Haute Autorité de la communication audiovisuelle. 423 jours de brouillage plus tard, la station est exsangue.
La campagne de soutien lancée sur l’antenne, les auditeurs appelés à signer une pétition, (67 000 signatures sont recueillies), un disque « Radio brouillée » sorti chez RCA Records et dont le texte fut écrit par Dominique Gauze (Gozzi), la solidarité de Coluche qui anime bénévolement pendant quelques semaines une émission devenue mythique : "l'humour continue pendant les travaux", (En 1991, un CD réunissant les meilleurs moments de l'émission de Coluche sur RFM est édité), tout cela n'y changera rien.
La publicité est finalement autorisée en 1984 comme moyen de financement des radios libres privées (loi du 1er août 1984), mais la « radio couleur » ne remontera jamais tout à fait la pente. Au milieu des années 1980, la concentration des radios privées s’intensifie. RFM peine à développer un réseau national et la diffusion par satellite ainsi que le partenariat avec CFM, dont elle récupère les fréquences en province, n'assurent toujours pas sa progression. En 1985, la radio quitte le centre commercial de Vélizy pour s’installer dans le quartier d’affaires de La Défense dans les Hauts-de-Seine. À la fin des années 1980, RFM ne comptabilise que 35 émetteurs et n'apparaît toujours pas dans les sondages.

### Années 1990: les années «stars»
Patrick Meyer son fondateur décide de céder la station en mars 1989 au groupe anglais Crown Communication. Andrew Manderstam en devient le PDG et recrute Frédéric Schlesinger afin d'assurer le développement national du réseau. Antoine de Caunes, Karl Zéro, Albert Algoud, Groucho & Chico, Malher, Claude Sérillon, Leslie Bedos, Eddy Mitchell et Yannick Noah ne permettent pas à la radio de rencontrer le public. Fin 1992, l'audience cumulée du réseau reste inférieure à 1,5 %. Le travail de développement du réseau est efficace et fin 1992 le réseau de RFM compte plus de 100 fréquences et initialise une population de près de 30 millions d'auditeurs potentiels.
Le désengagement, fin 1992, de l'actionnaire de référence puis son dépôt de bilan ouvrent une période difficile au cours de laquelle de nombreux repreneurs potentiels se manifestent. Finalement le plan de reprise piloté par Andrew Manderstam et Frédéric Schlesinger plan auquel sont associés les cadres dirigeants et la quasi-totalité des collaborateurs de RFM reçoit l'aval du tribunal de commerce puis l'agrément du CSA. L'actionnariat réunit désormais les salariés de RFM, un fonds représentant la Bank of Scotland, L'Événement du jeudi et Canal+. Le financement de la radio est assuré dans le cadre d'un plan pluriannuel par Europe Régies, la régie d'Europe 1.
Frédéric Schlesinger est alors chargé de piloter RFM et d'en définir la stratégie.
Ainsi en septembre 1994, nait « RFM, La radio en or », un format consacré aux grands succès, les « Golds » français ou internationaux des années 1950 à 90. Un nouveau logo est créé : un carré noir et un disque d’or. Le succès est immédiat et la radio devenue nationale double son audience en 18 mois et la triple en quatre ans, sous la houlette de Éric Elissalde puis de Jean-Pierre Millet venu de MTV, successivement chargés des programmes[réf. nécessaire].
À l'été 1996, RFM emménage dans de nouveaux locaux construits dans les espaces du groupe Europe 1, rue François 1er à Paris (8e). Le groupe deviendra l'actionnaire de référence en 1999. En juillet 1999, RFM TV est lancée sur le câble et le satellite. La chaîne, qui décline la programmation de la radio, est réalisée sous licence par le groupe AB. En décembre 1999, le site internet rfm.fr est lancé. Il permet d’écouter la radio sur le net.
Au tournant du millénaire, RFM atteint ce qui reste aujourd'hui l'audience record, 5,2 %, sur les 15 ans et plus, Médiamétrie[réf. nécessaire]
Mais le format « Gold », avec 60 % des chansons françaises (loi sur les quotas oblige), ciblant un auditoire féminin, s’épuise. En septembre 2000, une nouvelle grille est mise en place sur fond de baisse d’audience, et fin novembre, une nouvelle direction se met en place.

### Années 2000: les années de «flux»
En novembre 2001, Christophe Sabot devient le directeur de RFM. Il a pour mission de développer l’audience, mais aussi d’améliorer la rentabilité de la société. La priorité est donnée au « flux » musical. Christophe Sabot, qui juge « La radio en or » sans perspective de développement, transforme profondément le produit RFM et lui donne une nouvelle dynamique. Un nouveau logo, un galet bleu entouré de rouge, est créé. Un ancien « claim » d'Europe 2 est adopté : « Le meilleur de la musique ». RFM revisite les années 1980-1990 : de la nostalgie pour les jeunes adultes. À cette même époque est lancée l'une des émissions les plus anciennes encore à l'antenne aujourd'hui, un programme nocturne et festif nommé « RFM Night Fever ». À l'origine (en 2002) , cette émission était programmée les vendredi et samedi soirs dès 22 h et pendant 3 heures (jusqu'à 1h du matin) et ne diffusait que de la musique disco,. « RFM Night Fever » est animée et mixée par Pat Angeli et ce depuis presque le début de son lancement.[source secondaire nécessaire],

En février 2004, Bruno Dubois devient directeur des programmes de RFM. À la rentrée 2005, le slogan d’RFM devient « Le meilleur des années 80 à aujourd’hui». En mars 2005, la chaîne du câble RFM TV est arrêtée, Lagardère n’ayant pas souhaité renouveler son accord de licence avec le groupe AB. En 2006, est lancée la tournée « RFM Party 80 », un spectacle réunissant des vedettes de la chanson des années 1980 qui connut un succès. Le 17 mai 2008, le spectacle est donné au Stade de France devant 50 000 spectateurs.
En juillet 2006, RFM connaît un record historique d'audience depuis la méthodologie 13 ans et plus adoptée par Médiamétrie[réf. souhaitée], près de 2 600 000 auditeurs par jour. En décembre 2006, RFM créé sa première webradio : « RFM Night Fever ». Suivent 2 autres programmes sur le Net : « RFM Party 80 » et « RFM Love 80 ».
En juillet 2008, une nouvelle direction est mise en place. En septembre 2008, le slogan de la radio devient « RFM, Tous les meilleurs Hits ». RFM est écoutée quotidiennement par près de 2,3 millions d’auditeurs, soit une audience cumulée de 4,4 %, selon une étude Médiamétrie de septembre/octobre 2008[source insuffisante]. Face aux nouvelles habitudes d’écoute (webradios et lecteurs MP3) la FM voit son audience globale baisser[réf. souhaitée]. RFM développe alors sa présence sur le web. En septembre 2008, la radio fait appel au blogueur Christophe Grébert pour ouvrir des blogs thématiques et des pages sur les différents sites sociaux afin d'y développer sa communauté.
Le 26 mai 2009, le CSA retient la radio pour une diffusion en numérique sur Marseille, Nice et Paris. La saison 2009/2010 est lancée le 24 août. RFM reprend l'un de ses anciens slogans « Le meilleur de la musique » qui a été exploité entre 2001 et 2005.
En décembre 2009, RFM rassemble 192 fréquences et 55 décrochages locaux.
En septembre 2010, RFM modifie sa matinale en mettant en place Le meilleur des réveils présenté par Bruno Roblès et Justine Fraioli.

### Années 2010: les années «numériques»
RFM démarre cette nouvelle décennie avec encore une nouvelle direction, la troisième en deux ans.
Le 6 juin 2011, RFM fête ses 30 ans.
Le 2 octobre 2014, RFM relance la chaîne RFM TV. Cinq mois après son lancement, RFM TV bat des records d'audience : elle est la 2e chaine musicale la plus regardée de France.
Le 6 juin 2015, un spectacle est organisé à l'occasion du 34e anniversaire de la radio : le "RFM Music Show" au parc départemental d'Issy-les-Moulineaux rassemble plus de 25 000 personnes. Le show est diffusé le 3 juillet 2015 sur C8.
Le 30 juin 2015, RFM crée 2 nouvelles webradios : le hit RFM et RFM 80's, en complément de ses webradios RFM Night Fever et RFM Collector.
Selon un sondage publié par Médiametrie[réf. souhaitée], elle est écoutée par 2 500 000 auditeurs quotidiens. Par rapport à un an, elle a gagné 64 000 auditeurs. Sur un an, son audience a gagné 0,4 %.
En mai 2016, le CSA a mis en garde RFM parce qu'il a constaté que les fréquences d'émission faisaient état de dépassements de l'excursion.
RFM crée des nouvelles webradios comme RFM 100% Français (le meilleur des chansons françaises), RFM New Wave (le meilleur de la New Wave), RFM Summer (le meilleur de la musique tout l'été), RFM 100% Femmes (le meilleur des chansons féminines), et RFM Cinéma (Les plus grandes musiques de films)...

## Identité de la station

### Siège
RFM est édité par la société RFM Entreprises, située 2 rue des Cévennes dans le 15 arrondissement de Paris.
RFM a longtemps été située au 26bis rue François-Ier dans le 8e arrondissement de Paris, dans les mêmes locaux qu'Europe 1. Les stations de radio de Lagardère active, comme RFM, doivent quitter ce siège historique pour rejoindre des locaux en bord de Seine dans le 15e arrondissement de Paris durant la période allant du 8 au 23 août 2018, mais dans les faits, RFM n'emménage dans les nouveaux locaux de Lagardère News, pour commencer à émettre, que le 20 octobre 2018. RFM est la 1re radio du groupe à effectuer ce déménagement.

### Logos

Ancien logo de RFM de 1981 à 1986
Ancien logo de RFM de 1986 à 1989
Ancien logo de RFM de 1994 à 2001
Ancien logo de RFM de 2001 à 2011
Logo de RFM depuis août 2011

### Slogans
- 1981 : "La Radio couleur"
- 1989 : "RFM, La radio FM"
- 1994 : "La Radio en Or"
- 1997 : "Aucune radio ne vous détendra autant"
- 2001 : "Le Meilleur de la musique"
- 2005 : "Le Meilleur des années 80 à aujourd'hui"
- 2008 : "Tous les meilleurs hits"
- Depuis 2009 : "Le Meilleur de la musique"

### Voix-off
- 1994-décembre 2000 : Tom Novembre
- janvier 2001-2008 : Daniel Beretta
- 2008-2009 : Olivier Perrot
- 2008-2011 depuis 2023 : Vanessa Guillemot
- 2009-2011 depuis 2023 : Adrien Antoine
- 2011-2023 : François Berland
- 2011-2023 : Frédérique Labussière

### Stations locales
RFM dispose d'un réseau de locales bénéficiant de décrochages locaux le matin pour les flashs d'information et la journée entre 12h et 16h.
La plupart appartiennent à RFM Régions, quelques-unes sont des franchisées, fonctionnant en certaine indépendance vis-à-vis de la station mère.
Certaines stations locales partagent les mêmes locaux qu'Europe 2, l’autre station musicale du groupe Lagardère.
- RFM Ajaccio
- RFM Bordeaux
- RFM Cœur d'Hérault
- RFM Corrèze
- RFM Côte d'Émeraude
- RFM Est
- RFM Méditerranée
- RFM Midi-Pyrénées
- RFM Nord
- RFM Normande
- RFM Provence
- RFM Quercy-Rouergue
- RFM Rhône-Alpes
- RFM Strasbourg
- RFM Sud Aquitaine
- RFM Vallées d'Aure et du Louron

## Équipes

### Équipes des années 1980
Le 6 juin 1981, la station locale privée, mais non autorisée RFM engage Coluche qui déclare à l'antenne : « ceux qui n'écoutent pas RFM sont des cons ! ».
La station est créée par Patrick Meyer, précédemment directeur des programmes démissionnaire de Radio 7.
Les animateurs sont au début bénévoles et parfois débutants, mais d'autres sont des professionnels. Sont réunis alors des DJ qui ont participé à l'histoire de la radio libre en France[réf. souhaitée] :
- Yann Arribard - Martial avec le premier morning de la FM "The Martial Show" ;
- Jeannot "Hello, hello c'est Jeannot" ;
- Sergio dit "le buffalo" avec son légendaire "Salut les RFM" ;
- Docteur Honky Tonk "l'encyclopédie vivante de la musique américaine" ;
- Michel "le philosophe" ;
- L'incontournable "Malher" ;
- Les nuits avec Cyril "See you letter comme dirait le facteur".

Lors de sa création, la programmation orientée Rock et le format « music & news » mis en place par Christian Savigny s’inspirent des radios américaines. Un « son » créé par Jacques Roques, le directeur technique de la station, qui rejoindra le groupe NRJ en 1984 et deviendra un de ses dirigeants.

### Équipes des années 1990
Patrick Meyer son fondateur décide de céder la station en mars 1989 au groupe anglais Crown Communication. Andrew Manderstam en devient le PDG et recrute Frédéric Schlesinger afin d'assurer le développement national du réseau.
Venus de la chaîne Canal+, Antoine de Caunes, Karl Zéro et Albert Algoud animent une émission humoristique de fin de journée. Les matins sont confiés au duo Groucho & Chico, alias Alexandre Marcellin et Sam Choueka. Le « morning » est assuré par Malher. Claude Sérillon et Leslie Bedos réalisent des chroniques. Le chanteur Eddy Mitchell et le champion de tennis Yannick Noah deviennent animateurs lors des week-ends. Ces mouvements ne permettent pas à la radio de rencontrer le public.
Le désengagement, fin 1992, de l'actionnaire de référence puis son dépôt de bilan ouvrent une période difficile au cours de laquelle de nombreux repreneurs potentiels se manifestent. Finalement, le plan de reprise piloté par Andrew Manderstam est retenu, Frédéric Schlesinger est alors chargé de piloter RFM et d'en définir la stratégie.
En septembre 1994, la voix-off est celle de Tom Novembre, tandis qu'Éric Elissalde puis Jean-Pierre Millet venu de MTV, sont successivement chargés des programmes.
À partir de 1996, dans les matinales animées par Patrice Clech, pendant cinq ans, la chanteuse Françoise Hardy présente quotidiennement l’horoscope dans « Des nouvelles des étoiles ». Laurent Romejko annonce la météo le matin. En 1998, la journaliste et animatrice Alexandra Kazan chronique l’actualité du cinéma. Daniela Lumbroso lui succède en 2000. Quelques autres chroniqueurs de cette époque : Françoise Nicod, alias « Fanfan », une ancienne coco-girl, Emmanuel de Brantes (people), Vincent Ferniot (chronique culinaire), Elisabeth Quin (cinéma) et Éric Lange.
En septembre 2001, une nouvelle grille est mise en place sur fond de baisse d’audience. Les duettistes Malher et Éric Lange sont à nouveau réunis, présentant une émission-débat de soirée consacrée aux grands sujets d’actualité, mais l'émission est arrêtée fin novembre par une nouvelle direction.

### Équipes des années 2000
En novembre 2001, Christophe Sabot, transfuge du groupe NRJ, devient le directeur de RFM. Celui-ci a pour mission de développer l’audience, mais aussi d’améliorer la rentabilité de la société. Pour les équipes, habituées à la direction paternaliste de Frédéric Schlesinger, héritier de l’époque Meyer, cet événement représente un choc. De nombreux anciens quittent la station, volontairement ou non[réf. souhaitée]. Christophe Sabot, qui juge « La radio en or » sans perspective de développement, transforme profondément le produit RFM et lui donne une nouvelle dynamique.
En septembre 2002, Bruno Roblès, ancien animateur de NRJ, rejoint RFM. La matinale 2002 est animée alors par Frédéric Ferrer, avec le chroniqueur people Henry-Jean Servat.
Pour la rentrée 2003, Bruno Dubois rejoint RFM pour animer la tranche 9/12 h. Il a été auparavant animateur sur Europe2, RTL2, Nostalgie et Fun Radio sous le pseudonyme de « Treize »
En février 2004, Bruno Dubois devient directeur des programmes de RFM.
À la rentrée 2005, la matinale est confiée à Jean-Luc Reichmann, un animateur de jeux télévisés, ancien de la station dans les années 1990.
En juin 2008, Christophe Sabot quitte le groupe Lagardère (pour réintégrer brièvement le groupe NRJ). En juillet 2008, une nouvelle direction est mise en place : Jean-Christophe Lestra devient directeur général du pôle des radios musicales de Lagardère, RFM et Virgin Radio (ex-Europe 2). Sam Zniber, ancien directeur général des programmes de RTL2 et Fun Radio (groupe RTL), est nommé directeur des programmes des 2 réseaux musicaux de Lagardère. Il est rejoint quelques mois plus tard par Jean-Marc Dorangeon en qualité d'adjoint[pertinence contestée] ; le binôme Sam Zniber / Jean-Marc Dorangeon, qui a fait le succès de RTL2 / Fun Radio, est alors reformé[pas clair].
En septembre 2008, Stéfan Caza (ex-RTL2) et Laurent Petitguillaume (ex-RTL) sont embauchés pour présenter la matinale[source insuffisante]. Bruno Roblès anime le 17 h-20 h et les « Face à Face Live ».
En septembre 2008, la radio fait appel au blogueur Christophe Grébert pour ouvrir des blogs thématiques et des pages sur les différents sites sociaux afin d'y développer sa communauté.
La saison 2009/2010 est lancée le 24 août. La nouvelle grille est marquée[réf. souhaitée] par l'arrivée de Guillaume Aubert, ancien animateur de RTL2, mais aussi d'RFM au début des années 1990. Stéfan Caza et Laurent Petitguillaume animent la matinale pour la 2e saison.
En décembre 2009, Sam Zniber, nommé un an et demi plus tôt, quitte la direction des radios musicales du groupe Lagardère Active (RFM et Virgin). Il est remplacé par Jean Isnard, ancien directeur d'antenne de Skyrock. Bruno Dubois devient directeur des réseaux RFM et Virgin Radio, Jean-Philippe Denac, ancien directeur des programmes de RTL2, rejoint RFM comme directeur des programmes.
En septembre 2010, RFM modifie sa matinale en mettant en place Le meilleur des réveils présenté par Bruno Roblès et Justine Fraioli. Cette matinale dépasse en quatre mois seulement ses concurrents directs[réf. nécessaire], confirmant la nouvelle stratégie mise en place par le DG Jean Christophe Lestrat.
Carl, animateur culte de RTL2, débauché par Jean-Philippe Denac, rejoint aussi la station et occupe la tranche 9 h-13 h, Guillaume Aubert revient entre 17 h et 20 h.
Frédéric Lopez intègre RFM pour présenter une émission hebdomadaire accueillant des artistes et les invitant à se confier.

### Équipes des années 2010
En 2010, Didier Quillot appelle Jean Isnard, un de ses proches, pour succéder à Sam Zniber. Jean Ismard a passé 15 ans hors des réseaux nationaux, il prend dorénavant la direction générale des programmes des deux radios RFM et Virgin Radio ainsi que « leurs déclinaisons multimédia ». Il fait appel à Jean Philippe Denac, directeur des programmes de RTL2 pour prendre la direction des programmes de RFM.
En octobre 2012, Jean Philippe Denac est promu directeur délégué et directeur des programmes de RFM. Choisi par Richard Lenormand, le directeur de Lagardère Active du pôle radios/TV, Jean-Philippe Denac est chargé de la ligne éditoriale de RFM, de la stratégie de programme, de l'identité de la station et du développement des audiences. Dans ce cadre, Pascal Gigot est appelé à la direction des antennes locales en 2013, il dirigera le réseau RFM durant 3 ans.
En juin 2015, Jean-Philippe Denac quitte RFM. Pour le remplacer, Richard Lenormand, le directeur du pôle radios/TV de Lagardère Active, a nommé Thomas Pawlowski[source secondaire souhaitée]. Avant de devenir directeur délégué de RFM, il a été responsable de la communication RFM, de Virgin Radio et de la station Europe 1. Thomas Pawlowski pilote l'ensemble des activités de RFM et a pour objectifs d'accroître les audiences, la visibilité et la monétisation de la station. Peu après l'arrivée du nouveau directeur de RFM, Thomas Pawlowski et Richard Lenormand choissisent Stéphane Bosc pour prendre la direction des programmes de RFM[source secondaire souhaitée].
Pour sa grille d'été de 2015, RFM fait appel à 2 animateurs locaux : Charly Weber (animateur sur RFM Strasbourg) et Patrick Le Gac (animateur sur RFM Bordeaux)[source secondaire souhaitée].
En septembre 2015, RFM change son morning, avec la nouvelle recrue de la rentrée Élodie Gossuin. Elle rejoint Bruno Roblès dans Le meilleur des Réveils RFM. Élodie Gossuin remplace Justine Fraioli. Celle-ci remplace Guillaume Aubert et Sophie Coste, remerciés par RFM, pour animer, en duo avec Vincent Richard, le 17-20. RFM recrute aussi l'animatrice de TF1 Karine Ferri. Les animateurs Albert Spano, Yann Arribard, Léo Cuenca, Philippe Despont, Carl Defray et Pat Angeli sont reconduits. Richard Philteur quitte RFM. Après le départ de Jean-Philippe Denac, Pascal Gigot, directeur des antennes locales de RFM, quitte à son tour la station en septembre pour revenir à l'animation, rejoignant le morning de Rire et Chansons[source secondaire souhaitée].
En juin 2016, Pascal Nègre, ancien président d'Universal France est de retour à la radio.
À la rentrée 2016, Bruno Roblès quitte RFM, il est remplacé par Albert Spano, (qui anime alors le 9-13), en compagnie d'Élodie Gossuin. Justine Fraioli animera le 17 - 20 sans Vincent Richard qui sera aux commandes du 9-13 (ancienne tranche d'Albert Spano). Thomas Pawlowski, directeur délégué de RFM quitte ses fonctions. Il est remplacé par Stéphane Bosc[source secondaire souhaitée]. 
Fin juin 2017, l'animateur Yann Arribard tire sa révérence après plus de vingt ans de présence à l'antenne[source secondaire souhaitée].
Pour la grille des programmes de l'été 2017, RFM recrute Éric Dessestre (ex-Nostalgie) et Marie Pierre Schembri (ex-RTL2), accompagnés des animateurs locaux Charly Weber (RFM Strasbourg) et Patrick Le Gac (RFM Bordeaux)[source secondaire souhaitée]. Justine Fraioli annonce qu'elle quitte le 17/20 le 28 juillet et ne sera présente que pour des émissions événementielles à la rentrée de septembre 2017tg24.sky.it. Le 30 octobre 2023, l’animateur Philippe Despont, qui animait la tranche 12-16 heures, meurt brutalement à l’âge de 59 ans,.

### Historique des départs et des arrivées
- À la rentrée 2018, Bernard Montiel ayant quitté M Radio, il rejoint RFM pour mener des interviews de personnalités le week-end[22].

### Quelques anciens animateurs
- Albert Algoud
- Antoine de Caunes
- Annie Lemoine
- Arthur
- Bruno Roblès
- Christophe Nicolas (2016-2018)
- Marc-Antoine Le Bret (2016-2023)
- Christian Savigny
- Coluche
- Éric Lange
- Frédéric Ferrer
- Frédéric Lopez
- Jean-François Latour
- Jean-Luc Reichmann (2005-2008)
- Laurent Petitguillaume (2008-2010)
- Justine Fraioli
- Karl Zéro
- Laurence Boccolini
- Malher (animateur)
- Mickael Dorian
- Nicolas Lespaule
- Olivier Martial Thieffin
- Pascal Gigot
- Patrice Arditti
- Pierre-Brice Lebrun
- Philippe Risoli
- Sandra Lou
- Sophie Coste
- Elodie Gossuin (2015-2022)
- Caroline Ithurbide (2022-2025)
- Pascal Nègre (2016-2023)
- Bernard Montiel (2018-2025)
- Thierry Ardisson
- Philippe Manœuvre (2022-2025)
- Stéphane Basset
- Vincent Cerutti
- Yannick Noah

## Programmation

### Programmes des années 1980
Le 6 juin 1981, la station locale privée mais non autorisée RFM propose une programmation musicale en stéréophonie comprenant du rock, de la variété internationale et de la « jeune chanson française ». Sont alors réunis alors des DJ qui ont participé à l'histoire de la radio libre en France[réf. souhaitée]. Lors de la création de RFM, la programmation orientée Rock et le format « music & news » s’inspirent des radios américaines.
Face aux difficultés financières rencontrées, une campagne de soutien est lancée sur l’antenne. Coluche est solidaire et anime bénévolement pendant quelques semaines l'émission L'Humour continue pendant les travaux.

### Programmes des années 1990
Antoine de Caunes, Karl Zéro et Albert Algoud animent une émission humoristique de fin de journée intitulée Ba be bi bo bu
En septembre 1994 nait « RFM, La radio en or », un format consacré aux grands succès, les « Golds » français ou internationaux des années 1960 à 90.
Françoise Hardy présente l'horoscope quotidiennement durant cinq dans Des nouvelles des étoiles.
En 1998, Alexandra Kazan chronique l’actualité du cinéma dans Le cinéma en 80 secondes, Daniela Lumbroso lui succédant en 2000. Éric Lange revient pour animer L’Or Noir.
Au tournant du millénaire, le format « Gold », avec 60 % des chansons françaises (loi sur les quotas oblige), ciblant un auditoire féminin, s’épuise. En septembre 2001, une nouvelle grille est mise en place sur fond de baisse d’audience. Malher et Éric Lange présentent une émission-débat, le soir, consacrée aux grands sujets d’actualité, et intitulée Ça va vous faire coucher tard. Mais cette émission est arrêtée fin novembre par une nouvelle direction.

### Programmes des années 2000
Progressivement, en 2002 et 2003, toutes les chroniques sont supprimées de l’antenne, et la priorité est donnée au « flux » musical.
En septembre 2002, Bruno Roblès crée Face à Face Live, une rencontre avec un artiste qui se confie et chante en direct. la 1re émission « live » lancée sur une radio musicale[réf. souhaitée]. Plus de 70 éditions suivent à raison d’une ou 2 par mois, avec de grands noms de la chanson française.  .
La grille de la saison 2009/2010 est marquée[réf. souhaitée] par l'arrivée de Guillaume Aubert, lequel présente RFM Party 80, le midi. Bruno Roblès reste au 17/20 h et Pat Angeli anime à nouveau RFM Night Fever. En décembre 2009, l'émission quotidienne RFM Party 80 est supprimée.
En septembre 2010, RFM modifie sa matinale en mettant en place Le meilleur des réveils présenté par Bruno Roblès et Justine Fraioli. Cette matinale dépasse en quatre mois seulement ses concurrents directs[réf. nécessaire], confirmant la nouvelle stratégie mise en place par le DG Jean Christophe Lestrat. Frédéric Lopez intègre RFM pour présenter une émission hebdomadaire accueillant des artistes et les invitant à se confier.

### Programmes des années 2010
RFM supprime l'émission du dimanche soir RFM Collector, animée par Guillaume Aubert, car elle ne correspond plus au nouveau format RFM et la remplace par la nouvelle émission hebdomadaire RFM Best of music. Cette dernière émission diffuse trois heures de musique avec les plus grands tubes qui ont bercé les années 1980, 1990 et 2000.[réf. souhaitée]
En septembre 2015, la grille des programmes de la station subit plusieurs changements. RFM change son morning, avec la nouvelle recrue de la rentrée Élodie Gossuin. Elle rejoint Bruno Roblès dans Le meilleur des Réveils RFM. Tous les week-ends, Karine Ferri présente Le Hit RFM le samedi soir et Les interviews VIP RFM le dimanche soir[source secondaire souhaitée]. La rentrée 2015 est aussi marquée par une nouvelle émission présentée par Léo Cuenca : RFM Party 90.
À partir de juin 2016, Pascal Nègre, ancien président d'Universal France est de retour à la radio. Il présente les samedis midi et dimanches midi Pascal Nègre fait ses numéros. Depuis septembre 2016, son émission a été rebaptisée L'invité de Pascal, et est diffusée les samedis soir et dimanches soir[source secondaire souhaitée]. Karine Ferri quitte la présentation du Hit RFM et des interviews dominicales pour présenter le RFM Music Story du lundi au vendredi dans le morning, chronique sur l'actualité musicale[source secondaire souhaitée].
Pour la rentrée 2017, Justine Fraioli annonce qu'elle quitte le 17/20 et qu'elle ne sera présente que pour des émissions événementielles. Par ailleurs, RFM diffuse Le Titre collector plusieurs fois par jour. Il s'agit de titres qui ont marqué l'histoire de RFM, on peut[Qui ?] y retrouver des titres des années 1960, 70, 80 et 90.
À partir de la rentrée 2018, Bernard Montiel rejoint pour animer la tranche le 12 h-13 h le week-end.
En septembre 2019 ,« RFM Night Fever » est désormais programmée pendant  4 h au lieu de 3 heures (elle se terminait jusqu'alors à 1 heure du matin) se prolongeant ainsi d'une heure supplémentaire pour se terminer dès lors à 2 heures du matin. Cette émission qui était durant les premières années spécialisée dans la musique disco et funk s'est progressivement diversifiée tout en restant sur le thème de la fête  et diffuse de   nos jours (en 2025) principalement des musiques disco, funk , dance et même quelquefois de la soul des années 1970 ainsi que des musiques très récentes ( parues  entre 2017 et 2024).

### Événementiel
Lorsque l'actualité le nécessite, RFM a recours à une programmation événementielle, laquelle n'est plus soumise aux grilles de programmes. Ces événements se retrouvent dans les pages retraçant les chronologies annuelles du média radio.
Par exemple, en 2017, RFM a pris part aux événements suivants :
- Le 10 février 2017, une émission spéciale de Justine Fraioli est consacrée à la 32e cérémonie des Victoires de la musique, avec plusieurs interviews des nommés[23].
- Le 15 mars 2017, un concert de Vianney se tient à l'Hippodrome Casino de Londres, avec RFM, qui a permis à un auditeur de rencontrer l'artiste[24].
- Le 20 mars 2017, RFM s'est mobilisée pour mettre en avant la langue française[25].
- Les 18 et 19 juin 2017, RFM fut le partenaire de Phil Collins pour deux concerts en France, après douze ans d'absence[26].

### Prix du parolier de l'année RFM - Paris Match
Pour la première fois le 17 décembre 2015, RFM et Paris Match ont décerné, à Paris, des prix pour récompenser les paroliers de l'année. Les lauréats sont :
- Jeanne Cherhal pour la chanson Te manquer interprétée par Johnny Hallyday ;
- Christine and the Queens pour la chanson Saint Claude ;
- Patxi Garat pour la chanson Jour 1 interprétée par Louane ;
- Vianney pour la chanson Pas là.